# John Jeremiah McRaith
John Jeremiah McRaith (6 de diciembre de 1934 - 19 de marzo de 2017) fue un prelado estadounidense de la Iglesia católica. Se desempeñó como obispo de la Diócesis de Owensboro en Kentucky de 1982 a 2009.

## Biografía

### Primeros años
John McRaith nació el 6 de diciembre de 1934 en Hutchinson, Minnesota, hijo de Arthur Luke McRaith y Marie (née Hanley) McRaith. Creció en una granja en esa comunidad. McRaith asistió a St. John's Preparatory School en Collegeville, Minnesota, luego fue a Loras College y St. Bernard's Seminary, ambos en Dubuque, Iowa.

### Sacerdocio
McRaith fue ordenado sacerdote para la Diócesis de New Ulm el 21 de febrero de 1960. Se desempeñó como canciller y vicario general de la diócesis, y como director ejecutivo de la Conferencia Nacional de Vida Rural Católica de 1971 a 1978.

### Obispo de Owensboro
El 23 de octubre de 1982, McRaith fue nombrado el tercer obispo de la Diócesis de Owensboro por el Papa Juan Pablo II. Recibió su consagración episcopal el 15 de diciembre de 1982, del arzobispo Thomas Kelly, con los obispos Henry Soenneker y Raymond Lucker sirviendo como co-consagrantes. Estableció el periódico diocesano, The Western Kentucky Catholic, en 1984.
Habiendo crecido en una granja, McRaith estaba muy interesado en la agricultura sostenible y los problemas de la vida rural. Era dueño de una granja donde cultivaba verduras y llevaba a los visitantes en paseos en heno. Dirigió el Subcomité de Alimentos, Agricultura y Asuntos Rurales de la Conferencia de Obispos Católicos de los Estados Unidos (USCCB) y testificó ante un comité del Senado de los Estados Unidos sobre granjas familiares en 1990.
En una reunión de la USCCB de 1992, los obispos adoptaron una propuesta de McRaith para crear un grupo de trabajo para tratar el abuso sexual de menores por parte del clero. McRaith fue miembro de la junta directiva de la Universidad de Brescia, el Refugio Daniel Pitino para personas sin hogar y la Clínica Gratuita McAuley, todos en Owensboro, y la Fundación del Hospital Lourdes en Paducah, Kentucky.

### Retiro y legado
El 5 de enero de 2009, el Papa Benedicto VI aceptó la jubilación anticipada de McRaith por razones de salud como obispo de Owensboro. McRaith explicó: "No tengo una enfermedad potencialmente mortal, pero mis médicos me han aconsejado que disminuya la velocidad".
John McRaith murió en Owensboro el 19 de marzo de 2017 a los 82 años.